# Староста-горничная
«Староста-горничная» (яп. 会長はメイド様! кайтё: ва мэйдо-сама!) — сёдзё-манга Хиро Фудзивары, выходящая с 2005 года. С апреля по сентябрь 2010 года по телевидению Японии транслировался сделанный по сюжету манги на студии J.C.Staff аниме-сериал. В России манга лицензирована издательством «Росмэн» под названием «Староста-горничная».

## Сюжет
Школа Сэйка когда-то была школой исключительно для мальчиков. Недавно её сделали совместной школой, однако мальчики по-прежнему составляют там большинство. Мисаки Аюдзава (обычно именуемая просто «Миса») — одна из учениц этой школы. Она добилась того, чтобы стать председателем школьного совета, и теперь прилагает все усилия, защищая немногочисленных девочек от парней-хулиганов, и стараясь улучшить образ школы, чтобы сделать её более привлекательной для поступающих.
Среди прочих мальчиков в школе учится Усуи Такуми. Он очень популярен среди девушек, и они регулярно признаются ему в любви. Но он остаётся холоден к этим признаниям, что также раздражает Мису, так как она считает, что этим он их ранит.
Но у Мисы есть одна тайна. Из финансовых соображений ей приходится работать официанткой в кафе, где работницы одеты в служанок. Естественно, она не хочет, чтобы в школе об этом узнали. Но однажды в это кафе зашёл Усуи. Он не стал никому рассказывать о том, что увидел, но после этого стал регулярно наведываться в это кафе.

## Места действия
Школа Сэйка
Старшая школа Сэйка (星華高校) — школа, в которую ходят главные герои. Всего несколько лет назад она стала совместной, а до этого была школой для мальчиков. По этой причине за ней сохраняется дурная репутация, девочки поступают туда неохотно. Всего учениц-девушек в школе мало, на экране появлялось около тридцати разных девушек, не считая Мисы-тян. По этой причине Миса добилась того, чтобы стать председателем школьного совета, чтобы иметь возможность исправить поведение учеников мужского пола и сделать эту школу более привлекательной для девочек.
Кафе «Maid Latte»
Косплей-кафе служанок (мэйдо-кисса, メイド喫茶), в котором подрабатывает Миса. Оно находится достаточно далеко от школы, на другом конце города, и поэтому о том, что она там работает, почти никто не знает. Оплата за час работы в кафе составляет 850 иен. Официантки обслуживают посетителей в одежде служанок, к посетителям обращаются «хозяин» (ご主人様) и т. п. Бывают также дни, где используется косплей другого рода, например, официантки принимают образ мэганэкко или имото (то есть младшей сестры).
Школа Миябигаока
Школа в которой учатся богатые люди, как правило дети знаменитостей и влиятельных личностей. Ученики отличаются высокомерным отношением к учащимся остальных школ (в том числе и к ученикам Сэйки).

## Персонажи
Мисаки Аюдзава (яп. 鮎沢 美咲 Аюдзава Мисаки) — 16 лет (позже 17 лет исполняется в манге), ученица класса 2-1 (позже 3-1 в манге). Владеет айкидо и каратэ. Главная героиня. Председатель школьного совета (в данной школе первый председатель женского пола). Живёт с матерью и младшей сестрой. Отец их бросил, оставив в многочисленных долгах, поэтому у неё развилась неприязнь к мужчинам. Эта неприязнь распространяется и на мальчишек школы, в которой она учится. При этом в качестве председателя она прилагает все усилия, трудясь на благо школы, а также защищая девочек. Чтобы помочь семье, она подрабатывает официанткой в косплей-кафе «Maid Latte». Об этой своей работе она не говорит даже своим друзьям, так как боится, что тогда её усилия в школе окажутся напрасными, и над ней будут только смеяться, но ближе к окончанию школы сама открывает свой секрет. Совершенно не умеет готовить. После окончания школы поступает в национальный университет, а позже работает дипломатом. Из-за работы вынуждена всё время путешествовать по миру. Впоследствии выходит замуж за Такуми. Их свадьба проходит в дворцовой церкви семьи Уолкер (только в манге).
Сэйю: Аюми Фудзимура; Сумирэ Морохоси (в детстве)
Такуми Усуи (яп. 碓氷 拓海 Усуи Такуми) — 17 лет (позже исполняется 18 лет в манге), ученик класса 2-2. Владеет айкидо, каратэ, кунг-фу и многими другими видами борьбы. По сравнению с большинством других учеников, отличается и достойным поведением, и отличной успеваемостью (Миса даже воспринимает его в отношении учёбы, как соперника), отлично показывает себя в любом деле, за которое берётся. Некоторые из-за этого посчитали его пришельцем (в том числе и Мисаки тоже). Считается другими персонажами очень симпатичным. По этой причине пользуется большой популярностью у девушек, которые регулярно признаются ему в любви. Мальчишки, впрочем, его тоже уважают. Его способности распространяются не только на учёбу, например, он отлично готовит, обладает хорошей наблюдательностью, силён в спорте. Сам он, впрочем, ведёт себя достаточно отстранённо, не проявляя своих чувств, что поначалу вызывает раздражение у Мисы, но потом он признаётся ей в любви. Часто спасает Мисаки. Позже выясняется, что он внебрачный сын дочери известного герцога, рождённый от её дворецкого. Его мать погибла во время его рождения, так как была больна неизлечимой болезнью. Его брат, Джеральд Уолкер, хотел вернуть его в Великобританию, чтобы Такуми стал законным наследником вместо него, так как он был болен той же болезнью, что и его мать. Некоторое время учился в школе Миябигаока по наставлению брата, но снова возвращается в Сэйку. После школы уезжает учиться в Великобританию и становится дворцовым доктором семьи Уолкер. Благодаря ему состояние его брата и деда, действующего главы семьи Уолкер, улучшается. Несмотря на это, его дед всё же не признает его членом семьи. Через 10 лет женится на Мисаки и сбегает со своей свадьбы на вертолёте благодаря Торе. Их свадьба проходит в дворцовой церкви семьи Уолкер (только в манге).
Сэйю: Нобухико Окамото

### Старшая школа Сэйка
Хината Синтани (яп. 深谷 陽向 Синтани Хината) — друг детства Мисаки, прибывший в школу Сэйка в её поисках, как своей первой любви. Когда-то у него был избыточный вес, однако после того как его родители умерли и он сам переехал к деду, он потерял много килограммов. Он также восхищается силой Усуи, считает его соперником и стремится обогнать его во всем. Долгое время не обращал внимания на симпатию со стороны Судзуны. Спустя 10 лет известно, что он женат на Судзуне.
Сёитиро Юкимура (яп. 幸村 祥一郎 Юкимура Сё:итиро:) — вице-президент студенческого совета, помощник Мисаки — боится её, но в то же время достаточно к ней близок. Он трудолюбив и серьёзен, способен выполнить любую административную работу, хотя его несколько женственное поведение и небольшой рост создают обратное впечатление. После некоторого происшествия (Усуи целует Юкимуру в губы) побаивается Усуи Такуми. У Сёитиро есть младшая сестра Рури. В дружеских отношениях с Кано. Спустя 10 лет он работает госслужащим. Живет вместе с Кано (только в манге).
Сэйю: Хиро Симоно (drama CD), Кадзуёси Сиибаси (аниме)
Сакура Ханадзоно (яп. 花園 さくら Ханадзоно Сакура) — хорошая подруга Мисаки и одна из немногих девушек в школе Сэйка. Очень популярна среди мальчишек, но часто отвергает их признания. Является фанаткой группы из школы Ямосаки, влюблена в их солиста Куга. Поначалу Куга ведет себя пренебрежительно по отношению к ней, но после того как Сакура стала единственной, кто навещал его во время болезни, их любовь становится взаимной. Сакура становится его девушкой, а позже выходит за него замуж и у них рождается двое детей (только в манге).
Сэйю: Кана Ханадзава
Сидзуко Кага (яп. 加賀 しず子 Кага Сидзуко) — одна из друзей Мисаки и Сакуры, часто проводящая с ними обеденное время. Является членом клуба икебаны, хорошо разбирается в математике, но не сильно развита физически. Её старший брат учится в университете, а младшая сестра в средней школе. Спустя 10 лет работает в офисе (только в манге).
Сэйю: Ю Кобаяси
Сотаро Кано (яп. 叶 爽太郎 Кано: Со:таро:) — студент, который поначалу был настроен против Мисаки из-за её стремления увеличения числа учащихся девушек. Обладает умением гипнотизировать предрасположенных к этому. Носит очки и постоянно ходит в капюшоне. Проявляет нескрываемый интерес к отношениям Усуи и Мисаки. Его отец был профессиональным борцом. Позже он становится председателем школьного совета. Спустя 10 лет работает на временных работах и живёт вместе с Юкимурой (только в манге).
Сэйю: Косукэ Ториуми
Мария Миядзоно (яп. 宮園 マリア Миядзоно Мария) — персонаж, появляющийся только в манге. Молодая помощница учителя английского языка в школе Сэйка. Является дальней родственницей Усуи. Обручена с состоятельным человеком. Имеет нетрадиционную ориентацию. Влюблена в Мисаки.

#### "Троедурки"
Наоя Сиракава (яп. 白川 直也 Сиракава Наоя) — ученик Сэйка, изначально не любивший Мисаки за её жёсткие методы реформирования школы. Однако после того, как он и двое его друзей (известные под прозвищем «троедурки») обнаруживают девушку работающей в кафе, они становятся её поклонниками. Единственный блондин в «трио идиотов». Его кличка — «Сироян». В средней школе был главой местной банды хулиганов и имел прозвище «Белый демон». Боится своей матери, по этой причине завязал с хулиганством. Спустя 10 лет он уже женат и имеет 3 детей. Несмотря на финансовые трудности, всё же прилетел в Великобританию на свадьбу Такуми и Мисаки (только в манге).
Сэйю: Хироюки Ёсино (drama CD), Мицухиро Итики (аниме)
Икуто Сарасина (яп. 更科 郁斗 Сарасина Икуто) — второй «троедурок». Будучи отаку, он хорошо рисует. Помогал Maid Latte, рисуя сотрудников кафе на различных сувенирах. Его кличка — «Иккун». Спустя 10 лет становится известным иллюстратором (только в манге).
Сэйю: Тэцуя Какихара (drama CD), Такума Тэрасима (аниме)
Рюносукэ Куросаки (яп. 黒崎 龍之介 Куросаки Рю:носукэ) — третий «троедурок». Его причёска — это собранные в хвостик чёрные волосы. Известен как извращенец и любитель «эротических вещей». Его кличка — Куротацу. Спустя 10 лет встречается с Эрикой и работает на временных работах (только в манге).
Сэйю: Юити Накамура (drama CD), Ёсимаса Хосоя (аниме)

### Родственники Аюдзавы
Минако Аюдзава (яп. 鮎沢 美奈子 Аюдзава Минако) — мать Мисаки. Работает медсестрой в госпитале, при этом сама имеет болезненный вид. Кроме того, подрабатывает раскрашиванием игрушек, из-за этого часто засиживается допоздна. Неловка и рассеянна (в частности, не раз рассыпает фрукты по дороге домой). Очень доверчива по отношению даже к незнакомым людям. Она соврала своим дочерям про их отца, так как не знала, когда он вернётся, и не хотела, чтобы её дочери скучали по нему.
Сэйю: Аяко Кавасуми
Судзуна Аюдзава (яп. 鮎沢 紗奈 Аюдзава Судзуна) — младшая сестра Мисаки. Очень апатична и практически не проявляет эмоций. Несмотря на то, что в манге появляется достаточно поздно, в аниме она показывается гораздо чаще — там Судзуна постоянно участвует в журнальных конкурсах, выигрывая различные призы, преимущественно продукты. Отлично готовит. После приезда Хинаты, тот постоянно приносил им еды, присланной его дедом из деревни, за что его постоянно приглашали поужинать с ними. Позже Хината и Судзуна стали намного ближе общаться. В новый год призналась ему в любви и сказала, что теперь она будет бороться до конца. Позже стала его женой (только в манге).
Сэйю: Каори Исихара
Сакуя Аюдзава (яп. 鮎沢 咲也 Аюдзава Сакуя ) — муж Минако, отец Мисаки и Судзуны. Взял на себя долг друга, позже ушёл, чтобы найти его. Отплатив долг, вернулся в Японию, но его семья не приняла его. Очень сентиментальный и весёлый человек. Хорошо готовит. Начинает работать поваром в Maid latte. Называет себя Сак-кун. Спустя 10 лет он всё же воссоединился с семьей.

### Работники Maid Latte
Сацуки Хёдо (яп. さつき) — менеджер кафе и начальница Мисаки. Весёлая 30-летняя женщина, любящая свою работу. Добрая, отзывчивая, готовая помочь своим сотрудникам.
Сэйю: Риэ Танака (drama CD), Аки Тоёсаки (аниме)
Хонока (яп. ほのか) — работница кафе. Первоначально критиковала Мисаки за её стыд перед работой горничной, и сокрытие этого перед своими сверстниками. Спустя 10 лет становится менеджером второго кафе Мaid Latte "Maid Cocktail". Замужем за Аой (только в манге). 
Сэйю: Кана Асуми
Эрика (яп. エリカ) — студентка колледжа, подрабатывающая в кафе. Очень гордится своим бюстом. Спустя 10 лет работает под управлением Хоноки в Мaid Cocktail и встречается с Куросаки (только в манге).
Сэйю: Мария Исэ
Субару (яп. すばる) — работает в кафе, также как и Хонока, неполный рабочий день. Носит очки. Спустя 10 лет имеет парня и является постоянным посетителем Maid Cocktail (только в манге). 
Сэйю: Кана Уэда
Аой Хёдо (яп. 兵藤 葵 Хё:до: Аой) — племянник Сацуки, сын её старшего брата. Школьник, любящий одеваться как девочка, и даже известный в Интернете в таком образе («Королева Сети Аой-тян»). Любит играть с чувствами людей, вспыльчив и нетерпелив. Неплохо играет в волейбол, чему его в детстве научила тётя Нагиса Хёдо. Позже влюбляется в Мисаки, но вопреки всему помогает ей в отношениях с Усуи советами. После того как у него ломается голос, из-за чего он сильно переживает, его наводят на мысль, что ему пора найти себе более подходящие хобби. Позже начал делать костюмы для сотрудников Maid Latte. Так как мальчику нравится делать одежду, повзрослев, он становится дизайнером. Спустя 10 лет живет в Париже. Также говорится, что его женой является Хонока (только в манге).
Сэйю: Юки Каида (drama CD), Хироми Игараси (аниме)

### Старшая школа Миябигаока
Тора Игараси (яп. 五十嵐 虎 Игараси Тора) — президент студенческого совета школы. Познакомившись с Мисаки Аюдзавой захотел привлечь её в свою школу, обещая покрыть все расходы на учёбу. Был увлечен так же привлечением в свою школу и Такуми Усуи, по предложению старшего брата Такуми Джеральда Уолкера, чтобы наладить связь между их компаниями. Многим своим действиям помощи Такуми и Мисаки объясняет тем, что они очень интересны ему[стиль]. Помогая Мисаки спасать Такуми из Англии, признается ей в любви, чтобы поиграть их с Такуми чувствами. Позже все жё влюбляется в Мисаки. Обручен с девушкой влиятельного человека, еще до того как появился на свет. В начале не принимал свою невесту всерьёз, но позже сблизился с ней, видя в ней черты характера Мисаки. Спустя 10 лет имеет хорошие отношения с Такуми, помогает им с Мисаки сбежать на вертолете с их свадебной вечеринки (только в манге).
Сэйю: Кэнъити Судзумура
Маки Канадэ (яп. 真木 奏 Канадэ Маки) — вице-президент школьного совета. Его отец генеральный директор сети ресторанов Maki Dinning Group и влиятельная персона в индустрии питания. Хотел создать кафе дворецких на месте Maid Latte, позже отказался от этой затеи, так как Тора предоставил ему место в своих владениях.

### Семья Уолкер
Джеральд Уолкер (яп. ウォーカー ジェラルド Уолкеру Джеральд) — старший брат Такуми, сын Патрисии и Эдварда. Хотел, чтобы Такуми стал наследником вместо него из-за его прогрессирующей болезни, которой страдала и его мать. Очень похож на Такуми, как внешне, так и характером. Когда он надел светлый парик, многие не могли отличить его от Такуми. Очень любит подшучивать над своим дворецким Седриком. Спустя 10 лет у него есть жена и ребёнок.
Седрик Моррис (яп. モリスセドリック Морису Седрику) — персональный дворецкий Джеральда. Его семья несколько поколений служит семье Уолкер. Очень похож на своего отца Гилберта. Недолюбливал Мисаки из-за её работы. Имеет высокий физический потенциал. Беспрекословно выполняет все приказы Джеральда и искренне переживает за него.
Патрисия Уолкер (яп. ウォーカー パトリシア Уолкеру Паторисия) — мать Джеральда и Такуми. Страдала неизлечимой болезнью. Вышла замуж за своего друга детства Эдварда, но была влюблена в своего дворецкого. Когда она забеременела вторым ребёнком, доктора предупреждали, что её организм этого не выдержит, но она решила все жё родить ребёнка, так как он был от её любимого человека. После рождения ребёнка умирает.
Эдвард Уолкер (яп. ウォーカーエドワード Уолкеру Эдуадо) — муж Патрисии и отец Джеральда. Очень отзывчивый и добрый человек. Был другом детства Патрисии и искренне любил её несмотря на грубости с её стороны.
Ю Хиросе (яп. 広瀬 祐 Хиросе Ю) — персональный дворецкий Патрисии и её возлюбленный, отец Такуми. Был влюблён в Патрисию, после рождения ребёнка был с позором выгнан из замка. Спустя 10 лет он приходит на свадьбу Такуми и Мисаки и издалека наблюдает за ней.
Ричард Рейчестер (яп. ラチェスター リチャード Рочесута Ричадо) — нынешний глава семейства Уолкер, отец Патрисии, дедушка Джеральда и Такуми. Его жена была японкой. Он не принял Такуми и после рождения отправил его в Японию. На данный момент он сильно болен, но благодаря Усуи он все ещё жив. Даже после 10 лет он не принял Такуми в качестве члена семьи.
Гилберт Моррис (яп. モリスギルバート Морису Гилубарто) — нынешний дворецкий семьи Уолкер, отец Седди. Именно он открыл правду Такуми о его происхождении.

### Другие персонажи
Нагиса Хёдо (яп. 兵藤 なぎさ Хё:до: Нагиса) — младшая сестра Сацуки и тётя Аоя. Менеджер пляжного заведения Beach House.
Гоки Аратаке (яп. 荒嶽 剛毅 Аратаки Гоке) — лидер банды хулиганов в средней школе Сэйки. Хотел сразиться с Наоей и похитил переодетого в девушку Юкимуру, посчитав его девушкой Наои. Когда-то Наоя спас его от избиения, с тех пор он хотел его превзойти.
Рури Юкимура (яп. 幸村 るり Юкимура Рури) — младшая сестра Юкимуры. Сильно избалованная, считает себя принцессой. Увидев однажды Такуми, посчитала его принцем. Юкимура убедил Такуми сходить с ней на свидание. Даже спустя 10 лет она называет Такуми принцем.

## Манга
| №  | Дата публикации      | ISBN                   |
| -- | -------------------- | ---------------------- |
| 1  | 5 сентября 2006 года | ISBN 4-592-18431-9     |
| 2  | 5 февраля 2007 года  | ISBN 978-4-592-18432-4 |
| 3  | 4 августа 2007 года  | ISBN 978-4-592-18433-1 |
| 4  | 5 декабря 2007 года  | ISBN 978-4-592-18434-8 |
| 5  | 2 мая 2008 года      | ISBN 978-4-592-18435-5 |
| 6  | 5 сентября 2008 года | ISBN 978-4-592-18686-1 |
| 7  | 3 апреля 2009 года   | ISBN 978-4-592-18687-8 |
| 8  | 4 сентября 2009 года | ISBN 978-4-592-18688-5 |
| 9  | 5 апреля 2010 года   | ISBN 978-4-592-18689-2 |
| 10 | 4 июня 2010 года     | ISBN 978-4-592-19180-3 |
| 11 | 5 августа 2010 года  | ISBN 978-4-592-19181-0 |
| 12 | 4 февраля 2011 года  | ISBN 978-4-592-19182-7 |
| 13 | 5 августа 2011 года  | ISBN 978-4-592-19183-4 |
| 14 | 3 февраля 2012 года  | ISBN 978-4-592-19184-1 |

## Аниме-сериал
| 1 | The President is a Maid! (Мисаки - горничная!) «Мисаки-тян ва Мэйдо-сама!» (美咲ちゃんはメイド様!)                                                                               | 1 апреля 2010 года      |
| Мисаки Аюдзава, председатель студенческого совета средней школы Сэйка, пользуется большим уважением у девушек-учащихся, и держит «под колпаком» всех парней, чьё поведение ей не нравится. Придя в школу, и отругав «трио идиотов» за их внешний вид, она сталкивается в коридоре с Усуи Такуми, юношей, любящим разбивать девушкам сердца, и делает ему замечание. Работая в косплей-кафе официанткой, что скрывается от друг соучеников, она однажды встречает там Усуи, после чего начинает бояться, что тот раскроет её тайну. Однако вместо этого он защищает её от «трио идиотов», пытавшихся высмеять её работу, о которой узнали, и которые после этого случая начинают относиться к ней с благоговением. За помощь Усуи просит у Мисы один день побыть его личной служанкой. | |                         |
| 2 | A Maid Even in the School Festival! (Горничная на школьном фестивале) «Гакуэнсай дэмо Мэйдо-сама!» (学園祭でもメイド様!)                                                         | 8 апреля 2010 года      |
| Настаёт пора школьных фестивалей, и Мисаки хочет воспользоваться возможностью улучшить имидж школы. Однако возникают проблемы с классом 2-2 : те, на просьбу придумать сценарии праздника, не смогли ничего лучше, как предложить различные варианты извращений, будь то танцы живота, женский реслинг в купальниках, или же глупости типа турнира по игре камень, ножницы, бумага. Но после того как она отвергла все подобные предложения, Усуи предупреждает её, что враждебность к парням может негативно обернуться. Согласовав с другими девушками школы вариант обычного кафе, она поручает организацию именно классу 2-2. Однако парни в отместку решают сорвать праздник - нарядившись в костюмы самураев и военных, они организуют косплей-кафе. Отругав их, и фактически отлучив от проведения праздника, она позднее извиняется перед ними и просит вернуться в кафе. Первым за дело берётся Усуи, и другие парни следуют его примеру. | |                         |
| 3 | What Color is Misaki? Natural Color? (Какой цвет идёт Мисаки? Какой натуральнее?) «Мисаки ва Нани Сёку? Тэннэн Сёку?» (美咲は何色?天然色?)                                       | 15 апреля 2010 года     |
| Кафе решает устроить «День младшей сестры», когда каждая официантка одевается и общается в соответствующем стиле. Для Мисаки это становится определённой проблемой, т.к. она сестра старшая, и для перевоплощения в образ вспоминает поведение своей младшей сестрёнки Судзуны. Кроме того, встаёт вопрос в форме - какого цвета ей нарядиться, и в итоге был выбран белый. | |                         |
| 4 | Aoi, the Net Idol (Аой, Интернет-звезда) «Нэтто Айдори Аой-тян» (ネットアイドルAOIちゃん)                                                                                        | 22 апреля 2010 года     |
| Кафе «Maid Latte» посещает Интернет-звезда Аой и начинает там работать. Аой - племянник Сацуки, хозяйки кафе, любящий переодеваться в женскую одежду, что главные герои узнают лишь в конце серии. Он высмеивает стиль одежды Мисы, говоря, что у неё чудовищный вкус. И именно Мисаки раскрывает его настоящую личность. Усуи же, понимая, что перед ним парень, никак не реагирует на Аой. | |                         |
| 5 | The First Cafe-Sitting (Впервые присматривая за кафе) «Хадзимэтэ но Орусубан» (初めてのお留守番)                                                                                 | 29 апреля 2010 года     |
| В городе проходит слух о людях, нападающих на работниц кафе: Сацуки приобретает средства защиты от нападавших, а Усуи предупреждает Мису, чтобы та была осторожней. В один из дней на Мисаки, поздно задержавшуюся в кафе, нападают двое извращенцев, мечтавших заняться с ней «садо-мазо», и скручивают её. Усуи, как всегда околачивавшийся возле «Maid Latte», слышит голоса преступников и, разбив окно, отправляется на спасение девушки, однако та к этому времени уже сама обезвредила нападавших. | |                         |
| 6 | Ayuzawa's Cram School for Males! (Аюдзава. Скрываясь в школе от других) «Отоко · Аюдзава Дзюку!» (男・鮎沢塾!)                                                                   | 6 мая 2010 года         |
| У Аюдзавы внезапно появляется группа поклонников-прислужников из пяти человек, преследующих её буквально повсюду, что создаёт ей большие трудности, т.к. она не хочет чтобы они узнали о её подработке. Усуи собирает бонусы и, выиграв у Мисаки, получает право сфотографироваться с ней. Уже в школе, находясь на крыше, девушка пытается вырвать «компрометирующую» ею фотографию, но та падает на землю. Усуи, чтобы сохранить тайну Аюдзавы, прыгает вниз и, получив лёгкие травмы, забирает фото, перед этим поцеловав Мисаки и признавшись ей в любви. | |                         |
| 7 | The Debut of Miyabigaoka Academy's Student Council President (Появление президента студсовета школы Миябигаока) «Миябигаока Гакуэн Сэйтокайтё: То:дзё:» (雅ヶ丘学園生徒会長登場) | 13 мая 2010 года        |
| Мисаки переживает из-за поцелуя Усуи, не знает, как себя вести при нём и всячески его избегает. Чтобы успокоить девушку, Усуи на глазах у всех в качестве благодарности за помощь целует Сёитиро (вице-президента совета). Мисаки думает, что для него поцелуи ничего не значат и сама перестаёт переживать, расценивая признание Усуи и поцелуй как очередную шутку. Несколько учеников школы Сэйка вступают в конфликт с учениками элитной школы Миябигаока. Мисаки и Усуи ставят хулиганов из другой школы на место. На следующий день Сэйку посещает президент студ. совета Миябигаоки Тора Игараси и, попросив прощение за поведение своего подчинённого, фактически затеявшего конфликт, предлагает Аюдзаве перевестись в элитную школу. Однако к концу серии становится ясно, что у него насчёт девушки есть свои коварные планы. | |                         |
| 8 | Misaki, to Miyabigaoka High School (Мисаки уходит в школу Миябигаока) «Мисаки, Миябигаока Гакуэн э» (美咲、雅ヶ丘学園へ)                                                         | 20 мая 2010 года        |
| Мисаки отправляется в Миябигаоку чтобы официально отказаться от предложения перейти туда, однако Тора Игараси пытается её домогаться, и лишь вмешательство Усуи позволяет ей выбраться оттуда. Множество учеников Сэйки приветствуют её выбор. | |                         |
| 9 | A Maid, as Far as Momotarō Goes (Как далеко зайдёт горничная Момотаро) «Момотаро: Мадэмо Мэйдо-сама» (桃太郎までもメイド様)                                                      | 27 мая 2010 года        |
| Аюдзаве снится странный сон - про то как у двоих стариков из огромного персика рождается самурай Момотаро (с лицом Мисаки) и, отправившись в путешествие, встречает Усуи, в чьём доме обосновались десятки горничных. | |                         |
| 10 | Sakura's Love is the Indies (Любовь Сакуры - музыка) «Сакура но Кой ва Инди:дзу» (さくらの恋はインディーズ)                                                                      | 3 июня 2010 года        |
| Сакура получает шанс встретиться в кафе с музыкальной группой, которую давно слушает и обожает, для чего приглашает с собой двоих подружек - Аюдзаву и Сидзуко. Однако в кафе члены группы проявляют себя неуважительно к девушкам и те дают им словесный отпор. | |                         |
| 11 | Closing in on Takumi Usui's Secret (Близится разгадка тайны Усуи Такуми) «Усуи Такуми но Химицу ни Сэмару!» (碓氷拓海の秘密に迫る!)                                              | 10 июня 2010 года       |
| Усуи помогает собрать рассыпавшиеся яблоки незнакомой женщине, которая впоследствии оказывается матерью Мисаки. Сакура и Сидзуко, заинтересовавшись личностью Усуи и надеясь найти дом, в котором он живёт, решают тайно проследить за ним в течение дня. Мисаки против этой затеи, но всё равно подруги берут её с собой. Девушки узнают, что Усуи посещает модные бутики, дорогие рестораны, занимается спортом и общественной деятельностью. Но поздним вечером, встретившись с Мисаки, он рассказывает, что ещё с утра заметил за собой слежку. | |                         |
| 12 | Still a maid even in the Sports Festival (Горничная на спортивном фестивале) «Таи:кусай дэмо Мэйдо-сама» (体育祭でもメイド様)                                                    | 17 июня 2010 года       |
| В школе проходит спортивный фестиваль и Мисаки, отстаивающая честь всех девушек, выигрывает практически все призы. На одном из соревнований, забеге с препятствиями, как приз победителю, несмотря на её протесты, был объявлен поцелуй Сакуры Ханадзоно. Аюдзава, желая отстоять её непорочность, стартует и в этом испытании, но проигрывает Усуи, который после финиша заявил, что отдаёт приз именно ей, так как «давно хотел посмотреть на целующихся девушек». В следующем соревновании на скорость переодевания Мисаки достаётся костюм горничной, но она, случайно поменяв его на одеяние Юкимуры, облачается в другой костюм, за что по правилам дисквалифицируется. | |                         |
| 13 | The Idiot, the Bad, & the Good (Идиот, Плохой и Хороший) «Бака то фурё: то хи:ро: то» (バカと不良とヒーローと)                                                                   | 24 июня 2010 года       |
| Гоку Аратакэ, хулиган школы Сэйсэн, где раньше училось «Трио идиотов», решает бросить вызов их лидеру, Сирояну (Наои Сиракаву), для чего похищает Юкимуру, который неудачно для себя несколькими минутами ранее по просьбе других надевает женский костюм. Трио идиотов, Усуи и Мисаки бросаются на его спасение. В итоге с похитителями они находят общий язык, однако про Юкимуру забывают. | |                         |
| 14 | Class 1-7 Kanou Soutarou (Кано Сотаро из класса 1-7) «Итинэн Нанакуми Кано: Со:таро:» (1年7組 叶爽太郎(かのうそうたろう))                                                        | 1 июля 2010 года        |
| Студенческий совет школы планирует провести День открытых дверей, однако усилия по организации срывает ученик-гипнотизёр Кано Сотаро, подлавливая каждого из его членов и внушая им мысли о забывчивости и рассеянности. «Благодаря» этому секретарь засыпает прямо на заседании, а Мисаки полдня ведёт себя как пьяная, чему была шокирована, после того как вернувшись в адекватное состояние увидела снятые Усуи на мобильный телефон её буйства. Вскоре девушка снова становится жертвой гипнотизёра — тот внушает ей, что если в течение 24 часов она уснёт, то проснувшись, возненавидит Усуи. Такуми, узнав об этом, всеми силами пытается ей помешать заснуть, но за 5 минут до окончания отведённого времени Кано видит, что вроде бы его план увенчался успехом.. | |                         |
| 15 | School Visitation Association & A Glasses Rabbit (Очкастый зайчик и школьная экскурсия) «Гакко: кэнгаку-кай дэ мэганэ усаги» (学校見学会で眼鏡うさぎ)                            | 8 июля 2010 года        |
| Как выясняется, Мисаки только притворялась и весь план Кано проваливается. В наказание она приказывает юноше помогать девушкам на дне открытых дверей школы, где он вынужден в костюме зайчика приветствовать посетительниц. Тем не менее он понимает, что над ним никто не насмехается и даже помогает одной девушке с помощью гипноза преодолеть свой страх перед мужчинами. | |                         |
| 16 | Maid in Beach party! (Кафе горничных на пляже!) «Мэйдо ва, би:ти дэ но па:ти!» (メイドは、ビーチでのパーティ!)                                                                   | 15 июля 2010 года       |
| Мисаки и её коллеги по работе по приглашению Сацуки отправляются на городской пляж, где помогают Нагисе, сестре Сацуки, поднять дело ресторанчика «Ocean House». В то время как Усуи отходит от вида Мисаки в школьном (!) купальнике, другие девушки занимаются привычным делом и зазывают отдыхающих. В конце серии работницы кафе идут на горячие источники, а Мисаки и Усуи остаются. Внезапно Миса вспоминает, что девушки отдали ей их билеты, однако впоследствии оказывается, что эти билеты - запасные. | |                         |
| 17 | Usui becomes an enemy! (Усуи становится врагом!) «Усуи ватэки ни нару!» (臼井になると敵!)                                                                                        | 22 июля 2010 года       |
| Нагиса обещает Аой, что если он сможет одержать победу на турнире по пляжному волейболу, то она отпустит его домой. В противном случае, он будет помогать Нагисе до конца каникул. Составить пару юноше вызывается Мисаки. Им удаётся дойти до финала, где их соперниками становится пара Усуи и Эрика (одна из работниц кафе). И хотя последние вели с большим отрывом, однако из-за травмы Усуи победа достаётся Аой и Мисаки. | |                         |
| 18 | Even The Maid is Footman (Горничная - лакей) «Мо мэйдо ва футтомандэсу» (もメイドはフットマンです)                                                                               | 29 июля 2010 года       |
| Канадэ Маки, вице-президент школы Миябигаока, планирует открыть на месте Maid Latte ресторан, где блюда будут подавать дворецкие. Хозяйка кафе отказывается от предложения продать бизнес, однако Маки, подстрекаемый Торой Игараси уже объявляет о начале отбора дворецких. Тогда Мисаки в паре с Субарой (переодевшись в мужской костюм) отправляются туда, чтобы узнать ситуацию «изнутри». Вскоре Субару раскусывают и Мисаки вынуждена объединиться в пару с Усуи, также лишившемся своего партнёра. | |                         |
| 19 | Re-Paired in the Footman Audition (Перестановки на конкурсе дворецких) «Pea Kuminaoshi de Futtoman» (ペア組み直しでフットマン)                                                   | 5 августа 2010 года     |
| Последнее испытание отбора - обслуживание клиента. Мисаки, помня о полученной ранее травме Усуи, просит его не участвовать в испытании. Маки, видя заботу девушки о близком человеке, решает изменить свои планы и перенести предполагаемую постройку ресторана в другое место. | |                         |
| 20 | The Vice-President is a Prince?! (Вице-президент - принц?!) «Fukukaichō wa Ōji-sama!?» (副会長は王子様!?)                                                                        | 12 августа 2010 года    |
| 20 | AOI and the Happy Friends (Аой и его счастливые друзья) «Aoi to Yukai na Nakamatachi» (AOIとユカイな仲間たち)                                                                    | 12 августа 2010 года    |
| Сёитиро Юкимура просит Усуи изобразить перед её сестрой «принца на белом коне», дабы завоевать её доверие. Во второй части серии рассказывается о том, как Аой просит знакомых сфотографировать его в своём образе интернет-идола. | |                         |
| 21 | Usui's Rival? Hinata Shintani (Соперник Усуи? Хината Синтани) «Usui no raibaru? Shintani Hinata» (碓氷のライバル？深谷陽向)                                                      | 19 августа 2010 года    |
| В Сэйке устраивают всеобщую генеральную уборку. В школе появляется новый странноватый парень Хината Синтани, который, как оказывается ищет девушку, с которой был знаком давно в детстве. Ей оказывается Мисаки. | |                         |
| 22 | Outdoor School Tag Game (Догонялки на природе) «Rinkan gakkō onigokko» (林間学校オニごっこ)                                                                                      | 26 августа 2010 года    |
| Школьники отправляются в туристическую поездку, во время которой, к разочарованию, их заставили работать. Между Хинатой и Усуи вспыхивают несколько конфликтом из-за Мисаки. | |                         |
| 23 | Sweets Feast at Maid Latte (Праздник Сладостей в Мэйд Латте) «Suītsu ōmori meido rate» (スイーツ大盛りメイドラテ)                                                                | 2 сентября 2010 года    |
| Мисаки вызывается помочь Эрике - та, не подумав, пообещала клиенту сходить с ним на свидание если тот выиграет в конкурсе по поеданию сладостей. Аюдзава также принимает в нём участие, но оба проигрывают Хинате. Синтани узнаёт, что в кафе работает некая «Миса-тян», девушка признаётся в том, что это она и есть. | |                         |
| 24 | Melting things away with Latte Magic (Волшебное Кафе) «Rate ・ majikku de meromerorin» (ラテ・マジックでメロメロリン)                                                            | 9 сентября 2010 года    |
| В кафе горничных устраивают день девочек-волшебниц. Между Усуи и Синтани опять возникает конфликт. | |                         |
| 25 | Hinata, Misaki, and Usui (Хината, Мисаки и Усуи) «Hinata to Misaki to Usui-kun» (陽向と美咲と碓氷くん)                                                                           | 16 сентября 2010 года   |
| Герои отправляются на фестиваль. Усуи напрашивается пойти с Мисаки и её подругами, но в результате сильного наплыва толпы их разъединяет между собой, и Мисаки остаётся с Усуи. | |                         |
| 26 | That's Cunning of You Ayuzawa, Usui You Idiot! (Умница Аюдзава и идиот Усуи!) «Zurusugiruyo Ayuzawa, Usui no Aho!» (ずるすぎるよ鮎沢、碓氷のアホ！)                              | 23 сентября 2010 года   |
| Усуи и Мисаки проводят весь день вместе, на фестивале они проходят «особое испытание для парочек». В конце дня Мисаки признаётся ему в любви, и они целуются. | |                         |
| 27 | It’s an Omake (Специальный эпизод) «Omake dayo (Shinsaku Tokubetsu Episōdo)» (おまけだよ （新作特別エピソード))                                                                  | 11 мая 2011 (DVD релиз) |
| Мисаки порвала своё платье горничной и просит свою мать зашить его, но это соглашается сделать Судзуна. После починки и сестра и мать Мисаки по-очереди примеряют костюм. Хината и Усуи приносят овощи, которые прислал дед Хинате, и устраивают с семьёй Аюдзава общий ужин. Мисаки спрашивает, какое Усуи дал имя котёнку, но тот признаётся, что ещё этого не сделал. Мисаки предлагает назвать котёнка Лихт — это название коробки чая, который ранее доставили Судзуне. Усуи соглашается, поскольку «Licht» в переводе с немецкого — «Свет». | |                         |